# Mogrus sahariensis
Mogrus sahariensis är en spindelart som beskrevs av Berland, Millot 1941. Mogrus sahariensis ingår i släktet Mogrus och familjen hoppspindlar. Inga underarter finns listade i Catalogue of Life.